# Luzonocoptis
Luzonocoptis is een geslacht van weekdieren uit de klasse van de Gastropoda (slakken).

## Soorten
- Luzonocoptis angulata Páll-Gergely & Hunyadi, 2017
- Luzonocoptis antenna Páll-Gergely & Hunyadi, 2017